# Манускрипт (гурт)
Манускри́пт — львівський рок-гурт, заснований Олександром Коржовим навесні 1995 року.
Спочатку гурт мав назву «Галакс». Лауреат першого всеукраїнського фестивалю аутентичної музики «Срібна підкова». З 1998 року гурт набуває назви «Манускрипт». Був однією з чотирьох переможців відбіркового туру фестивалю «Рокотека 2000» (поряд з гуртами «Леді Королей», «Тостер» та «Alice Transcendentic»). Останній альбом гурту записаний в 2004 році. Лідер і засновник гурту, Олександр Коржов, покінчив з життям 22 травня 2005 року. З його смертю гурт «Манускрипт» припинив існування.
Творчість гурту поєднувала в собі в різні часи елементи різних напрямків: фолк-рок, панк-рок, індастріал, хард-рок, фанк, бард-рок.

## Дискографія
- «Galaxy» (1995—1997)
- «Поп-а-бойма» (1998)
- «Карма» (2000)
- «Ремонт голови» (2000)
- «Время и стекло» (2001)
- «96% капель на 69° засухи» (2002)
- «Семь семян одиночества» (2003)
- «АмальгамаМУЗ» (2004)

## Склад
- Коржов Олександр-

засновник (вокал, гітара)
- Гагауз Тарас - засновник гітара

- Драбина Роман - засновник, (саксофоніст).
- В. Демський (гітара, бек-вокал)
- А. Рачковський (бас)
- Г. Новіков (бас)
- Д. Уфімцев - засновник (бас)
- Ю. Маріянчук (ударні)
- А. Трофімов (скрипка)
- С. Сукоркін (скрипка)
- А. Зубенко (клавішні)
- А. Соміш (клавішні)
- М. Ферендович (клавішні)
- Ю. Онішко (саксофон)
- Г. Мельцер (перкусія)